# Badawi Abdel Fattah
Mohamed Badawi Abdel Fattah (Port Said, 24. svibnja 1935. – Aleksandrija, 6. prosinca 2007.) bio je egipatski nogometaš i nogometni trener, koji je igrao na poziciji veznog. Tijekom svoje karijere nastupao je za Tersanu i El-Olympi, a za reprezentaciju Egipta igrao je od 1960. do 1966. godine, pritom postigavši 27 pogodaka u 27 nastupa.
Nastupao je na Afričkom kupu nacija 1962., gdje je bio najbolji strijelac natjecanja. Sudjelovao je i na Ljetnim olimpijskim igrama 1964. u Tokiju.
Nakon završetka igračke karijere, radio je kao trener, između ostalog vodeći Tersanu i El-Olympi.

## Životopis

### Klupska karijera
Badawi Abdel Fattah rođen je 3. listopada 1940. u Port Saidu, u Egiptu. Nogometnu karijeru započeo je u omladinskom pogonu Ismailyja, a 1957. godine prešao je u Tersanu. S Tersanom je osvojio njihov prvi i jedini naslov egipatskog prvenstva u sezoni 1962./63. Godine 1964. pridružio se El-Olympiju iz Aleksandrije, s kojim je također osvojio prvi i jedini naslov egipatskog prvaka u sezoni 1965./66..
Njegova dva pogotka protiv portugalskog kluba Benfice ubrajaju se među najpoznatije u njegovoj karijeri. Al-Ahly ga je 1962. godine angažirao za prijateljsku utakmicu protiv tadašnjeg europskog prvaka Benfice na Kairskom stadionu. Abdel Fattah je briljirao, postigavši dva pogotka u pobjedi Al-Ahlyja rezultatom 3:2.

### Reprezentativna karijera
Za egipatsku reprezentaciju debitirao je 1960. godine. Nastupao je na Afričkom kupu nacija 1962. u Etiopiji, gdje je Egipat završio kao drugoplasirani. Sudjelovao je i na Ljetnim olimpijskim igrama 1964. u Tokiju, gdje je Egipat osvojio četvrto mjesto. Također je bio član momčadi koja je osvojila zlatnu medalju na Arapskim igrama 1965. u Kairu.
Za reprezentaciju Egipta igrao je od 1960. do 1966. godine, ostvarivši izvanredan učinak od 27 pogodaka u 27 nastupa.

### Trenerska karijera
Nakon završetka igračke karijere 1972. godine, posvetio se trenerskom poslu. Vodio je više egipatskih klubova, među kojima Tersanu i El-Olympi, te bio izbornik egipatske vojne reprezentacije.

### Smrt
Badawi Abdel Fattah preminuo je 6. prosinca 2007. u Aleksandriji u 67. godini života, nakon što je nekoliko mjeseci bolovao od zatajenja bubrega izazvanog komplikacijama nakon neuspjele transplantacije jetre.

## Trofeji
Tersana
- Egipatsko prvenstvo: 1

1962./63.
El-Olympi
- Egipatsko prvenstvo: 1

1965./66.

### Reprezentacija
Egipat
- Afrički kup nacija – drugo mjesto: 1

1962.
- Arapske igre – zlatna medalja: 1

1965.

### Pojedinačne nagrade
- Najbolji strijelac Afričkog kupa nacija: 1

1962. (s Lucianom Vassallom)